# Santa Terezinha do Progresso
Santa Terezinha do Progresso is een gemeente in de Braziliaanse deelstaat Santa Catarina. De gemeente telt 3.062 inwoners (schatting 2009).